# Bryant's Cove
Bryant's Cove is een gemeente (town) in de Canadese provincie Newfoundland en Labrador, in het zuidoosten van het eiland Newfoundland.

## Geschiedenis
In 1977 werd het dorp een gemeente met de status van local government community (LGC). In 1980 werden LGC's op basis van de Municipalities Act als bestuursvorm afgeschaft. De gemeente werd daarop automatisch een community om een aantal jaren later uiteindelijk een town te worden.

## Geografie
De gemeente ligt aan Conception Bay in het oosten van het schiereiland Bay de Verde, dat op zijn beurt deel uitmaakt van het grote schiereiland Avalon.

## Demografie
Demografisch gezien kent Bryant's Cove, net zoals de meeste kleine dorpen op Newfoundland, een dalende langetermijntrend. Tussen 1991 en 2021 daalde de bevolkingsomvang van 441 naar 343. Dat komt neer op een daling van 98 inwoners (-22,2%) in dertig jaar tijd.
| Demografische ontwikkeling van Bryant's Cove tussen 1991 en 2021 |
| ---------------------------------------------------------------- |
|                                                                  |
| Bron: Statistics Canada (1991–1996, 2001–2006, 2011–2016, 2021)  |